# Táriba
Táriba est la capitale de la paroisse civile de Cárdenas et le chef-lieu de la municipalité de Cárdenas dans l'État de Táchira au Venezuela. En 2010, la municipalité comporte une population estimée à 128 590 habitants en 2010 et est intégrée à la zone métropolitaine de la capitale de l'État, San Cristóbal.

## Histoire
Táriba est fondée en 1602 par Alfonso Pérez de Tolosa sur une commanderie établie dès le 28 avril 1565 par Alonso Álvarez de Zamora. La ville est le berceau du culte à la vierge de la Consolation et voit l'érection d'une chapelle votive dès 1600.

## Sources
- (es) Cet article est partiellement ou en totalité issu de l’article de Wikipédia en espagnol intitulé « Táriba » (voir la liste des auteurs).